# 莫里斯敦 (新澤西州坎伯蘭縣)
莫里斯敦（英語：Mauricetown）是位於美國新澤西州坎伯蘭縣的普查規定居民點。

## 人口
根據2020年美國人口普查的數據，莫里斯敦的面積為6.08平方千米，當中陸地面積為5.47平方千米，而水域面積為0.61平方千米。當地共有人口403人，而人口密度為每平方千米66.28人。